# Example (muzyk)
Example, właśc. Elliot Gleave (ur. 20 czerwca 1982 w Londynie) – brytyjski piosenkarz i raper.

## Dyskografia
- What We Made (2007)
- Won’t Go Quietly (2010)
- Playing in the Shadows (2011)
- The Evolution of Man (2012)
- Live Life Living (2014)
- Bangers & Ballads (2018)
- Some Nights Last for Days (2020)
- We May Grow Old But We Never Grow Up (2022)

## Notowania
| „I Don’t Want To”                      | 2007 | –  | –  | – | –  | –  | –  | –  | What We Made           |
| „So Many Roads”                        | 2007 | –  | –  | – | –  | –  | –  | –  | What We Made           |
| „Me & Mandy”                           | 2008 | –  | –  | – | –  | –  | –  | –  | What We Made           |
| „Watch the Sun Come Up”                | 2009 | 19 | 6  | 3 | –  | –  | –  | –  | Won’t Go Quietly       |
| „Won’t Go Quietly”                     | 2010 | 6  | 1  | 1 | –  | 11 | 36 | 33 | Won’t Go Quietly       |
| „Kickstarts”                           | 2010 | 3  | 1  | 1 | –  | –  | 8  | 12 | Won’t Go Quietly       |
| „Last Ones Standing”                   | 2010 | 27 | 7  | 3 | –  | –  | 37 | –  | Won’t Go Quietly       |
| „Two Lives”                            | 2010 | 84 | 10 | 6 | –  | –  | –  | –  | Won’t Go Quietly       |
| „Changed the Way You Kiss Me”          | 2011 | 1  | 1  | 1 | 35 | –  | 3  | –  | Playing in the Shadows |
| „Stay Awake”                           | 2011 | 1  | 1  | 1 | –  | –  | 18 | –  | Playing in the Shadows |
| „Midnight Run”                         | 2011 | 30 | –  | – | –  | –  | –  | –  | Playing in the Shadows |
| „Say Nothing”                          | 2012 | 2  | –  | – | –  | –  | –  | –  | The Evolution of Man   |
| „Close Enemies”                        | 2012 | 37 | –  | – | –  | –  | –  | –  | The Evolution of Man   |
| „Perfect Replacement”                  | 2012 | 46 | –  | – | –  | –  | –  | –  | The Evolution of Man   |
| „All the Wrong Places”                 | 2013 | 13 | –  | – | –  | –  | –  | –  | Live Life Living       |
| „Kids Again”                           | 2014 | 13 | –  | – | –  | –  | –  | –  | Live Life Living       |
| „One More Day (Stay with Me)”          | 2014 | 4  | –  | – | –  | –  | –  | –  | Live Life Living       |
| „–” Singiel nie był notowany na liście |      |    |    |   |    |    |    |    |                        |

## Występy gościnne
| Tytuł                                                | Rok  | Najwyższa pozycja | Najwyższa pozycja | Album                  |
| Tytuł                                                | Rok  | UK                | IRE               | Album                  |
| ---------------------------------------------------- | ---- | ----------------- | ----------------- | ---------------------- |
| „Monster” (Professor Green featuring Example)        | 2010 | 29                | –                 | Alive Till I’m Dead    |
| „Game Over” (Tinchy Stryder featuring Example)       | 2010 | 22                | –                 | Third Strike           |
| „Unorthodox” (Wretch 32 featuring Example)           | 2011 | 2                 | 32                | Black and White        |
| „Natural Disaster” (Laidback Luke featuring Example) | 2011 | 37                | –                 | Playing in the Shadows |
| „Daydreamer” (Flux Pavilion feat. Example)           | 2012 | 39                | –                 | The Evolution of Man   |
| „We’ll Be Coming Back” (Calvin Harris feat. Example) | 2012 | 1                 | 1                 | The Evolution of Man   |
| „Thursday” (Pet Shop Boys featuring Example)         | 2013 | 61                | –                 | Electric               |